# Ladungsbilanzverfahren
Das Ladungsbilanzverfahren oder Charge-Balancing-Verfahren ist ein Messverfahren, bei dem das Analogsignal einer  elektrischen Spannung umgeformt wird in eine Zwischengröße Häufigkeit (Anzahl von Ereignissen in einer Zeitspanne). Diese Häufigkeit wird dann durch befristete Zählung in ein Digitalsignal überführt. Einzelheiten werden unter  digitale Messtechnik erläutert. 